# Штемведе
Штемведе (њем. Stemwede) општина је у њемачкој савезној држави Северна Рајна-Вестфалија. Једно је од 11 општинских средишта округа Минден-Либеке. Према процјени из 2010. у општини је живјело 14.088 становника. Посједује регионалну шифру (AGS) 5770044, NUTS (DEA46) и LOCODE (DE SMW) код.

## Географски и демографски подаци
Штемведе се налази у савезној држави Северна Рајна-Вестфалија у округу Минден-Либеке. Општина се налази на надморској висини од 41 метра. Површина општине износи 166,1 km². У самом мјесту је, према процјени из 2010. године, живјело 14.088 становника. Просјечна густина становништва износи 85 становника/km².